# Lake Wissota
Lake Wissota is een plaats (census-designated place) in de Amerikaanse staat Wisconsin, en valt bestuurlijk gezien onder Chippewa County.

## Demografie
Bij de volkstelling in 2000 werd het aantal inwoners vastgesteld op 2458.

## Geografie
Volgens het United States Census Bureau beslaat de plaats een oppervlakte van 11,5 km², waarvan 9,8 km² land en 1,7 km² water. Lake Wissota ligt op ongeveer 280 m boven zeeniveau.

## Plaatsen in de nabije omgeving
De onderstaande figuur toont nabijgelegen plaatsen in een straal van 20 km rond Lake Wissota.